# Inger Helene Nybråten
Inger Helene Nybråten (née le 8 décembre 1960) est une ancienne fondeuse norvégienne.

## Jeux olympiques
- Jeux olympiques d'hiver de 1984 à Sarajevo  Yougoslavie:
  -   Médaille d'or en relais 4 × 5 km.
- Jeux olympiques d'hiver de 1992 à Albertville  France:
  -   Médaille d'argent en relais 4 × 5 km.
- Jeux olympiques d'hiver de 1994 à Lillehammer  Norvège:
  -   Médaille d'argent en relais 4 × 5 km.

## Championnats du monde
- Championnats du monde de ski nordique 1982 à Oslo  Norvège:
  -  Médaille d'or en relais 4 × 5 km.
- Championnats du monde de ski nordique 1989 à Lahti  Finlande:
  -  Médaille de bronze en relais 4 × 5 km.
- Championnats du monde de ski nordique 1991 à Val di Fiemme  Italie:
  -  Médaille de bronze en relais 4 × 5 km.
- Championnats du monde de ski nordique 1993 à Falun  Suède:
  -  Médaille de bronze en relais 4 × 5 km.
- Championnats du monde de ski nordique 1995 à Thunder Bay  Canada:
  -  Médaille d'argent en relais 4 × 5 km.
  -  Médaille de bronze sur 15 km.

## Coupe du monde
- Meilleur classement final: 4e en 1984.
  - 10 podiums en épreuve individuelle dont 4 victoires.
  - 3 podiums en épreuve par équipes.

### Détail des victoires individuelles
| Date            | Lieu              | pays             | Compétition |
| --------------- | ----------------- | ---------------- | ----------- |
| 24 mars 1984    | Murmansk          | Union soviétique | 10 km       |
| 9 janvier 1988  | Saint-Pétersbourg | Union soviétique | 10 km TC    |
| 12 janvier 1991 | Klingenthal       | Allemagne        | 15 km TC    |
| 28 janvier 1995 | Lahti             | Finlande         | 10 km TC    |

Légende :

TC = classique

TL = libre

MS = départ en masse

HS = départ avec handicap

PU = poursuite